# Катастрофа DC-10 в Бостоне
Катастрофа DC-10 в Бостоне — авиационная катастрофа, произошедшая 23 января 1982 года. Авиалайнер McDonnell Douglas DC-10-30CF авиакомпании World Airways выполнял плановый внутренний рейс WO30 по маршруту Окленд—Ньюарк—Бостон, но во время посадки в пункте назначения выкатился за пределы взлётной полосы аэропорта Бостона, скатился в Бостонскую бухту и разрушился. Из находившихся на его борту 212 человек (200 пассажиров и 12 членов экипажа) погибли 2 (предположительно), ещё 39 человек получили ранения.

## Сведения о рейсе 030

### Самолёт
McDonnell Douglas DC-10-30CF (регистрационный номер N113WA, заводской 47821, серийный 320) был выпущен в 1980 году (первый полёт совершил 7 марта). 27 мая того же года был передан авиакомпании World Airways; от неё с середины 1981 года по январь 1982 года сдавался в лизинг авиакомпании Malaysian Airlines System (MAS). Оснащён тремя турбовентиляторными двигателями General Electric CF6-50C2. На день катастрофы налетал 6327 часов.

### Экипаж
Самолётом управлял опытный экипаж, его состав был таким:
- Командир воздушного судна (КВС) — 58-летний Питер Дж. Лэнгли (англ. Peter J. Langley). Очень опытный пилот, управлял самолётами Boeing 727 и Douglas DC-8. Налетал 18 091 час, 1969 из них на McDonnell Douglas DC-10.
- Второй пилот — 38-летний Дональд К. Хертцфельдт (англ. Donald C. Hertzfeldt). Опытный пилот, налетал свыше 8600 часов.
- Бортинженер — 56-летний Уильям Л. Роджерс (англ. William L. Rogers). Налетал свыше 20 000 часов.

В салоне самолёта работали 9 бортпроводников:
- Лиза Йоргенсен (англ. Lisa Jorgensen),
- Линн Пэрис (англ. Lynne Paris),
- Дебора Гроувз (англ. Deborah Groves),
- Джоан Маккол Сайег (англ. Joan McCaul Sayeg),
- Сьюзан Хейз (англ. Susan Hayes),
- Аннабелла Пидлаоан (англ. Annabella Pidlaoan),
- Роберта С. Гриффи (англ. Roberta S. Griffey),
- Марсель Ф. Деланной (англ. Marcel F. DeLannoy),
- Брайан Дж. Линке (англ. Brian J. Linke).

## Хронология событий
Рейс WO30 вылетел из Окленда и взял курс на Ньюарк; полёт прошёл без происшествий. Во время посадки в Ньюарке, по словам пилотов, самолёт тормозил от среднего до плохого, однако сама посадка также прошла без происшествий. В 18:48 EST рейс 030 вылетел из Ньюарка и взял курс на Бостон. В 18:58 на высоте 5200 метров экипаж связался с УВД Бостона. В 19:03 лайнер повернул налево и начал готовиться к посадке на ВПП № 15R по VOR. На высоте 1830 метров КВС сообщил, что поскольку температура за бортом увеличивается, он не будет включать противообледенительную систему. Самолёт продолжал снижение, на высоте 1220 метров командир приказал выпустить закрылки на 22°. Скорость лайнера в этот момент была на 22 км/ч быстрее положенного — 326 км/ч вместо 304 км/ч.
На финальном этапе захода на посадку закрылки были выпущены на 35°. В 19:20 экипаж сообщил УВД Бостона, что скорость ветра на высоте 1220 метров — 120 км/ч; 2 минуты назад (в 19:18) другой самолёт, севший на ВПП № 15R, сообщил, что скорость ветра на высоте 610 метров — 111 км/ч. Рейс 030 не столкнулся с какой-либо турбулентностью при посадке. В 19:32 лайнер приближался к высоте 900 метров и накренился вправо, чтобы выровняться с ВПП № 15R. Экипаж начал снижение до 240 метров; до этого (на высоте 270 метров) пилоты сообщили, что видят землю и продолжили снижение по VOR до взлётной полосы.
В 19:35:57 рейс WO30 приземлился на ВПП № 15R аэропорта Логан. Сразу после касания взлётной полосы КВС обнаружил, что она очень скользкая; интерцепторы выпустились сразу после того, как носовая стойка шасси коснулась ВПП. Командир перевёл двигатели в режим реверса и нажал на тормозные педали, но вскоре понял, что выкатывания за пределы ВПП не избежать, о чём второй пилот тут же сообщил авиадиспетчерам. В последний момент командир пытался повернуть лайнер влево, чтобы избежать столкновения со стробоскопом ВПП № 33L. Через 4 секунды (в 19:36:40 EST) рейс WO30 в 6 метрах после торца ВПП № 15R врезался в противонагонную дамбу и затем скатился в Бостонскую бухту; от удара у лайнера разрушились двигатели № 1 и № 3 (на крыльях) и оторвалась носовая часть с кабиной пилотов.
Из-за плохой видимости УВД Бостона потеряло рейс WO30 из поля зрения после того, как он достиг конца ВПП № 15R. Они пытались связаться с экипажем самолёта, но после того, как не получили ответа, объявили аварийную ситуацию. Спасательные службы были направлены на место катастрофы. Выжили 210 человек — все 12 членов экипажа и 198 пассажиров (39 из них получили ранения), 2 пассажира (70-летний Уолтер Меткалф (англ. Walter Metcalf) и 40-летний Лео Меткалф (англ. Leo Metcalf), его сын) пропали без вести; впоследствии высказывалось предположение, что они утонули (в момент отрыва носовой части от фюзеляжа трёх пассажиров выбросило в воду), но их тела так и не были найдены.

## Расследование
Расследование причин катастрофы рейса WO30 проводил Национальный совет по безопасности на транспорте (NTSB).
Во время расследования было выявлено следующее:
- Несмотря на то, что на момент катастрофы температура воздуха была выше 0 °C, поверхность земли была покрыта слоем твёрдого снега.
- Осадки примерзали к друг другу при контакте, что привело к образованию корки льда на снегу.
- Этим же днём (после полудня) работники аэропорта Логан провели антиобледенительную процедуру взлётно-посадочных полос, расчищая и посыпая их снегом.
- За 2 часа до катастрофы ВПП № 15R вновь была обработана, и работники сочли торможение «сносным».
- Лишь 5 из 14 пилотов, совершавших посадку за последние 2 часа, рассказали о торможении, и ещё один DC-10 авиакомпании Northwest Airlines, совершавший посадку за 8 минут до рейса 030 (в 19:28) сообщил авиадиспетчеру о проблемах. Однако авиадиспетчер не передал это сообщение экипажу рейса 030.
- Поскольку 9 пилотов не оставили сообщение о проблемах, у авиадиспетчера сложилось впечатление о нормальном торможении.
- После катастрофы 4 пилота, совершавших посадку до рейса 030, сообщили о том, что они не смогли затормозить до пересечения с ВПП № 27, чтобы свернуть на неё.
- Инструкция для авиадиспетчеров гласила, что они должны сообщать заходящему на посадку экипажу сообщение экипажа предыдущего рейса о торможении.
- Был получен лишь один отзыв о плохом торможении; если бы таких отзывов было больше, взлётную полосу могли бы снова проинспектировать и очистить.
- Экипаж рейса 030 не знал о плохом торможении на ВПП № 15R и не видел причин для ухода на второй круг.
- Заход на посадку выполнялся по глиссаде, касание не было совершено дальше обычного, но скорость самолёта была немного выше обычной.
- Для замедления самолёта были использованы все возможные методы (тормоза и реверс тяги).
- Недостаток трения с ВПП привёл к неэффективному торможению. На момент выкатывания скорость самолёта была 90 км/ч.
- Взлётная полоса № 15R была настолько скользкой, что остановка самолёта была очень сложной независимо от навыков экипажа.
- Нынешние стандарты FAA не учитывали недостаток сцепления с поверхностью ВПП.
- После окончания спасательной операции никто всё ещё не знал о пропаже двух пассажиров. Билет одного пассажира не был проверен при посадке, также при пересчёте пострадавшего пожарного приняли за пассажира.

### Причина катастрофы
Окончательный отчёт расследования NTSB был опубликован 10 июля 1985 года.
Согласно отчёту, причиной катастрофы стало следующее:

Национальный совет по безопасности на транспорте определяет, что вероятной причиной катастрофы была минимальная эффективность торможения на взлётно-посадочной полосе, покрытой коркой льда; ошибка работников Международного аэропорта Логан, которые не приложили максимальные усилия для проверки скользкости взлётно-посадочной полосы, чтобы убедиться в безопасности посадок; ошибка авиадиспетчера, который не передал последние сообщения пилотов о торможении экипажу рейса 30; и решение командира оставить и поддерживать повышенную скорость при посадке самолёта, что привело к тому, что самолёт приземлился примерно за 850 метров от торца ВПП.
Также катастрофе способствовало то, что система передачи сообщений, содержащая информацию о торможении, была ненадёжной, и то, что в инструкциях отсутствовали пункты о том, что: руководство аэропорта должно измерять скользкость ВПП, используя стандартные процедуры и оценивая эффективность торможения с помощью стандартных критериев. Также экипажу заходящего на посадку самолёта нужно сообщать необходимую информацию для оценивания эффективности торможения, учитывая загрязнённость взлётно-посадочной полосы, её длину и вес самолёта.
Оригинальный текст (англ.)The National Transportation Safety Board determines that the probable cause of the accident was the minimal braking effectiveness on the ice-covered runway; the failure of the Boston-Logan International Airport management to exercise maximum efforts to assess the condition of the runway to assure continued safety of landing operations; the failure of air traffic control to transmit the most recent pilot reports of braking action to the pilot of Flight 30; and the captain’s decision to accept and maintain an excessive airspeed derived fro-m the autothrottle speed control system during the landing approach which caused the airplane to land about 2,800 feet beyond the runway’s displaced threshold.

Contributing to the accident were the inadequacy of the present system of reports to convey reliable braking effectiveness information and the absence of provisions in the Federal Aviation Regulations to require: airport management to measure the slipperiness of the runways using standardized procedures and to use standardized criteria in evaluating and reporting braking effectiveness and in making decisions to close runways, operators to provide flightcrews and other personnel with information necessary to correlate braking effectiveness on contaminated runways with airplane stopping distances, and extended minimum runway lengths for landing on runways which adequately take into consideration the reduction of braking effectiveness due to ice and snow
— Report, 1985, p. 51